# Jehudi Schoonacker
Jehudi Schoonacker (Gent, 7 november 1978) is een Belgisch wielrenner die rijdt voor Sunweb - ProJob. Hij was prof van 2000 - 2004 en rijdt vervolgens bij de elite zonder contract

## Palmares
- 2009: 3e in Provinciaal kampioenschap op de weg in Oosteeklo
- 2009: 1e in Eeklo
- 2006: 2e in 7e etappe Rás Tailteann, Westport ( IRL)
- 2005: 2e in Erondegem ( BEL)
- 2003: 1e in Berlare ( BEL)
- 2003: 1e in Oostrozebeke ( BEL)
- 2003: 3e in Omloop van het Waasland - Kemzeke ( BEL)
- 2001: 2e in 1e etappe Vuelta Ciclista a Burgos, Aranda de Duero ( ESP)
- 2001: 3e in Zele (c) ( BEL)
- 1999: 2e in Zuidkempense Pijl ( BEL)
- 1999: 3e in Nationaal Kampioenschap Op de weg (Beloften), België ( BEL)
- 1996: 3e in Nationaal Kampioenschap Op de weg (Junioren), België ( BEL)

Wielerploegen van Jehudi Schoonacker
Berden · Cretskens · Daniels · De Schoenmaecker · Demeyere · Gerits · Guns · Huvaere · Leukemans · Schoonacker · Stremersch · Theunis · Thijs · Trouvé · Van Den Abeele · Van Roosbroeck · Vannoppen · Vereecke · Vidts
Berden · Beyens · Daniels · De Schoenmaecker · Demeyere · Gerits · Gilmore · Guns · Leukemans · Schoonacker · Sijmens · Stremersch · Theunis · Van Capellen · Van Roosbroeck · Vanderaerden · Vanlandschoot · Vannoppen · Verstraeten · Vidts · Volckaerts (stagiair)
Berden · Beyens · Daelmans · Demeyere · Devolder · Gerits · Guns · Kuyckx · Schoonacker · Sijmens · Theunis · Van Capellen · Van De Walle · Van Huffel · Van Roosbroeck · Vanlandschoot · Verbrakel · Verstraeten · Vidts · Volckaerts · Wentzel
Belaey · Berden · Daelmans · De Spiegelaere · Demeyere · Devolder · Gilmore · Kleynen · Kuyckx · Meys · Peeters · Schoonacker · Sijmens · Van De Walle · Van der Slagmolen · Van Huffel · Van Mechelen · Vanlandschoot · Verbrakel · Verstraeten · Wentzel · Willems · Caethoven (stagiair) · Vanhoudt (stagiair)
Barbé · Belaey · Caethoven · Daelmans · De Schrooder · De Spiegelaere · Demeyere · Gilmore · Kleynen · Kuyckx · Mertens · Meys · Peeters · Schoonacker · Van Der Linden · Van der Slagmolen · Van Huffel · Van Hyfte · Van Mechelen · Van Speybroeck · Veuchelen · Willems · Ghyllebert (stagiair) · Nevens (stagiair)
Aiken · Bogaerts · T.Cassidy · M.Cassidy · M.Concannon · E.Concannon · Connor · Cosyn · Desaever · Irvine · Kelly · McQuaid · Minne · O'Brien · Schoonacker · Schoonjans · Stofferis · Vandekerckhove
de Caluwe · Debusschere · Geluykens · Page · Schoonacker · Van Compernolle · Van Dael · Vannoppen · Vanthourenhout · Verstraeten · Willemsens
Debusschere · Eeckhout · Geluykens · Kloucek · Page · Schoonacker · Van Compernolle · Van Dael · Van Der Linden · Vanthourenhout · Vantornout · Verstraeten
Beelen · Bossuyt · Eeckhout · Eising · Kloucek · Polnický · Schoonacker · Van Compernolle · Van Dael · van den Brand · Vanthourenhout · Vantornout · Vernaeckt